# 海岸電気軌道
海岸電気軌道（かいがんでんききどう）は、神奈川県横浜市の総持寺駅（京急本線の京急鶴見駅 - 花月総持寺駅間にあった駅）から川崎市の大師駅までを結んでいた軌道線（路面電車）、およびそれを運営していた京浜電気鉄道（現、京浜急行電鉄）の子会社の名称である。
臨海地区の工業地帯の通勤輸送を目的に1925年（大正14年）に開業。しかし世界恐慌の影響で利用客数が伸び悩み、1930年（昭和5年）にJR鶴見線の前身にあたる鶴見臨港鉄道に譲渡されたが、鶴見臨港鉄道が本線で旅客営業を始めた影響を受け、産業道路建設を機に1937年（昭和12年）に全線が廃止された。
その後、戦時下の1944年に大師 - 出来野付近（現在の産業道路）間の線路跡を利用して、現在の京急大師線（当時は東急大師線）が延長された。

## 路線データ
- 路線距離（営業キロ）：全長9.7km
  - 総持寺 - 大師間9.46km
  - 田辺新田 - 渡田間0.24km
- 軌間：1372mm
- 複線区間：あり（全区間）
- 電化区間：全線（直流600V）
  - 潮田変電所、回転変流器（交流側435V直流側600V）直流側の出力500KW、常用1、予備1、製造所英国電気[1]

## 運行概要
1934年5月12日改正当時
- 運行本数：
川崎大師方面：総持寺発5時13分 - 22時30分まで10-20分間隔
総持寺方面：川崎大師発5時37分 - 22時56分まで10-20分間隔
- 所要時間：総持寺 - 川崎大師間24分

## 歴史
1915年（大正4年）、京浜電気鉄道が申請していた生見尾線の特許申請が却下された。生見尾線は京浜線（現・京急本線）の総持寺駅から海側に分かれて潮田（現・横浜市鶴見区）、田辺、大師河原村を経由し、多摩川を渡って東京府（荏原郡羽田町。現・大田区）に入り、大鳥居駅で穴守線（現・空港線）と交差した後さらに北上し大森山谷駅（現・大森町駅）で再び本線に合流するというものだったが、当時の川崎臨海工業地帯は浅野造船所（現・ジャパンマリンユナイテッド横浜事業所鶴見工場）や浅野セメント（以前の第一セメント、現・デイ・シイ川崎工場）ですら建設を始めたばかりでまったくの未開発であり、採算性がないとされた（「田島町 (神奈川県)#臨海工業地帯の形成」、「川崎市の歴史#工業化と公害、労働争議」、および「京浜工業地帯#埋め立て」も参照）。
京浜電鉄は方針を変更し、多摩川から北の東京府内の建設を断念。神奈川県内部分のみ、大師線の終点だった川崎大師駅につなぐという形に変更、運営も京浜電鉄ではなく、子会社の海岸電気軌道が行うことにして軌道敷設の特許を申請した。1919年（大正8年）12月に特許が下付され、翌1920年（大正9年）11月に海岸電気軌道株式会社を設立した。本社は当時川崎市内にあった京浜電鉄社内に置かれ、社長を始め役員はすべて京浜電鉄関係者であり、職員も出向していた。
1923年（大正12年）の関東大震災の影響もあり開通は遅れ、1925年6月から10月にかけて順次開通した。開業時の全車両も親会社より譲渡されたものであった。
ところが昭和金融恐慌による沿線工場の業務縮小による人員削減で利用客は伸び悩み、開業以来赤字続きで負債は増大し海岸電気軌道は経営難に陥った。これに対し1929年（昭和4年）4月、京浜電鉄は軌道財団抵当を設定し190万円を融通することになった。一方で貨物専業で並行線であった鶴見臨港鉄道が旅客営業を開始することになった。これに対抗できない海岸電軌は、鉄道省よりつけられた旅客運輸営業許可の附帯条件が「海岸電気軌道からの買収または合併を求められたときはこれを拒み得ず」とされたことから「出来の悪い子を無理やり鶴見臨港鉄道に引き取ってもらった形」で京浜電鉄の下を離れ、鶴見臨港鉄道に吸収合併されることになった。京浜電鉄は、所有する海岸電軌株の払込総額483,750円に対し、鶴見臨港鉄道の株式額面総額241,875円を収受し、差損約24万円は償却を余儀なくされた。
合併後、鶴見臨港鉄道ではこの軌道線に新車を投入したり、軌道線の田島新田と鉄道線の渡田との連絡線を開通させるなどしたが、1930年（昭和5年）10月より旅客営業を開始した鉄道線（現・JR鶴見線）により利用客数は激減しており、また鉄道線と並行していない田辺新田-大師間は未開発で沿線人口も少なく経営は苦しかった。やがて徐々に乗客も増加するようになっていったが、県道（産業道路）が拡幅されることになりそれにあわせて軌道線の廃止が決まり、1937年（昭和12年）12月に実施された。

### 年表
- 1919年（大正8年）12月3日 生見尾（総持寺） - 大師間の軌道敷設及び営業の特許が下付[4]。
- 1920年（大正9年）11月25日 海岸電気軌道株式会社を設立[5]。
- 1925年（大正14年）
  - 6月5日 海岸電気軌道により総持寺 - 富士電機前間開業[6]。
  - 8月15日 浅野セメント前 - 大師間開業[6]。
  - 10月16日 富士電機前 - 浅野セメント前間開業し全通[6]。
  - 12月2日 潮田町大字潮田（潮田）- 同町大字市場（鶴見市場駅）間の軌道敷設及び営業の特許が下付[7]。
- 1930年（昭和5年）
  - 3月29日 鶴見臨港鉄道が海岸電気軌道を合併、同社の軌道線となる。
  - 8月27日 潮田町大字潮田（潮田） - 同町大字市場（鶴見市場駅）間の特許が失効[8]。
- 1931年（昭和6年）5月1日 田辺新田 - 渡田間開業[6]。
- 1937年（昭和12年）12月1日 総持寺 - 大師間、田辺新田 - 渡田間廃止[9]。

## 輸送・収支実績
| 年度           | 人員（人） | 貨物数量（噸） | 営業収入（円） | 営業費（円） | 営業益金（円） | 雑収入（円）          | 雑支出（円） | 支払利子（円） |
| -------------- | ---------- | -------------- | -------------- | ------------ | -------------- | --------------------- | ------------ | -------------- |
| 1925（大正14） | 504,802    | 2              | 12,808         | 15,133       | ▲ 2,325        |                       |              | 12,461         |
| 1926（昭和元） | 1,399,806  | 169            | 118,563        | 146,067      | ▲ 27,504       |                       |              | 129,194        |
| 1927（昭和2）  | 1,399,113  | 1,036          | 114,296        | 126,425      | ▲ 12,129       |                       |              | 139,203        |
| 1928（昭和3）  | 1,562,804  | 3,757          | 124,908        | 125,616      | ▲ 708          |                       |              | 35,595         |
| 1929（昭和4）  | 1,552,997  | 8,151          | 129,541        | 98,497       | 31,044         |                       |              | 31,676         |
| 1930（昭和5）  | 1,538,946  | 4,295          | 116,757        | 123,073      | ▲ 6,316        | 地方鉄道155,562       | 雑損8,193    | 57,100         |
| 1931（昭和6）  | 941,431    | 1,799          | 67,740         | 87,216       | ▲ 19,476       | 地方鉄道74,510        | 雑損4,803    | 47,100         |
| 1932（昭和7）  | 780,021    | 637            | 64,396         | 77,554       | ▲ 13,158       | 地方鉄道30,648        | 自動車3,162  | 47,100         |
| 1933（昭和8）  | 758,329    |                | 66,203         | 74,239       | ▲ 8,036        | 地方鉄道自動車79,156  | 償却金20,000 | 47,100         |
| 1934（昭和9）  | 927,378    |                | 75,345         | 74,984       | 361            | 地方鉄道88,185        | 償却金34770  | 47,100         |
| 1935（昭和10） | 1,113,203  |                | 69,611         | 83,118       | ▲ 13,507       | 地方鉄道自動車169,908 | 償却金17,000 | 47,100         |
| 1936（昭和11） | 1,413,371  |                | 85,785         | 88,891       | ▲ 3,106        | 地方鉄道自動車210,949 | 雑損38       | 47,040         |
| 1937（昭和12） | 1,637,496  |                | 102,315        | 87,182       | 15,133         | 地方鉄道自動車315,212 |              | 40,993         |

- 鉄道統計資料各年度版より

## 停留所一覧
（本線）
総持寺 - 鶴見川 - 下野谷 - 潮田 - 入船 - 寛政 - 下新田 - 富士電機前 - 田辺新田 - 田島 - 浅野セメント前 - 池上新田 - 塩浜 - （仮）競馬場前 - 出来野 - 大師河原 - 大師
（支線）
田辺新田 - 渡田

## 接続路線
呼称は営業当時のもの。総持寺駅は1944年廃止。渡田駅は1943年の鶴見線国有化時に浜川崎駅に統合。
- 総持寺：京浜本線（総持寺駅）
- 大師：京浜大師線（川崎大師駅）
- 渡田：鶴見臨港鉄道本線（渡田駅）

## 車両
| 年度       | 客車 | 貨車 | 備考                      |
| ---------- | ---- | ---- | ------------------------- |
| 1926 -1930 | 19   | 2    | ボギー車1 - 10、単車1 - 9 |
| 1931       | 16   | 2    | （廃車）単車1・3・9       |
| 1932       | 18   | 2    | 21・22                    |
| 1933       | 13   | 2    | （廃車）単車2・4 - 7      |
| 1934       | 11   | 2    | （廃車）ボギー車3、単車8  |
| 1935 -1936 | 12   | 2    | 31・32（廃車）ボギー車1   |
| 1937       | 11   | 2    | （鉄道線へ）22            |

開業時に親会社の京浜電気鉄道から車両を調達している。単車9両（1-9）とボギー車10両（1-10）はいずれも木製車体、開放デッキで車端に救助網をつけていた（詳細は「京浜電気鉄道の4輪電車#改番履歴」および「京浜電気鉄道1号形電車#概要」を参照）。
単車はどの車も新造から25年前後を経ており、中には大師電気鉄道（後の京浜電気鉄道）が開業時に用意したものもあるなど老朽化が目立ったため、ほとんど活躍しないまま1927年（昭和2年）までに全車休車になった。
鶴見臨港鉄道への合併後、1931年（昭和6年）に単車1両が芝浦製作所（現・東芝）に引き取られ、その後鶴見臨港鉄道に復帰した。この車は足回りが後に仙台市電を経て秋保電気鉄道に渡り、1954年（昭和29年）まで使用された（「鶴見臨港鉄道の電車#モハ10形を参照）。
1932年（昭和7年）に半鋼製のボギー車2両（20形21・22）を購入。続けて1934年（昭和9年）にも半鋼製のボギー車2両（30形31・32）をいずれも汽車会社（現・川崎重工）から導入した。廃線直前に21が、また廃線後に22・31・32が鉄道線に移動した。なお京浜電鉄から引き継いだボギー車は鉄道線に引き継がれず、1937年の廃線時に路線と運命を共にした。
その後は21・22が福武電気鉄道（現・福井鉄道）に譲渡され、31・32は国有化された後に茨城交通に譲渡され茨城線で使用された。

## 廃線跡とその後

### 海岸電軌廃線跡の現状
横浜市鶴見区鶴見中央5丁目にある本山前桜公園が、京浜電気鉄道と接続していた総持寺駅の跡である。このすぐ前からまっすぐ産業道路まで伸びる市道は、海岸電気軌道の線路跡に造られた。第一京浜下野谷町入口交差点を越え、臨港鶴見川橋を渡り直進、道なりに進むと産業道路へ合流する。首都高速横羽線の高架の下をずっと東へ進むと川崎市へ入って、出来野交番前交差点付近から左へカーブする側道がある。この側道が行き止った先で京急大師線にぶつかるが、そこから川崎大師駅までの大師線の線路を合わせたものが、海岸電気軌道の廃線跡である。
現在は痕跡と分かるものがほとんど残されていないが、緩やかなカーブなどの線形を保っている場所が多いため廃線跡を辿ることは容易である。産業道路の塩浜交差点を挟んで渡田との間には川崎市バスの川40系統、また大師橋駅の間には川崎市バスと川崎鶴見臨港バスの川03系統が走っており比較的簡単に行くことができる（「川崎市バス塩浜営業所」を参照）。なお両区間を通し運行する路線として京浜急行バスの蒲45系統があったが、2020年（令和2年）1月15日をもって廃止された。渡田と入船の間は川崎鶴見臨港バスの川26と川29の両系統が現在も通勤と生活の足を担っている。なお渡田から先の路線西側の廃線跡には、並行するJR鶴見線の国道駅 - 浜川崎駅間の各駅からも行くことができる。

### 臨港バス設立
鶴見臨港鉄道は軌道線廃止の代償として鶴見 - 川崎大師間のバス免許を受け、これを運営する分離子会社鶴見川崎臨港バス（現・川崎鶴見臨港バス）を設立した。臨港バスの資本構成は当初、鶴見臨港鉄道が全株式の91.3%を保有していたが、廃線により京浜電気鉄道が設定した軌道財団抵当が消滅することになるので、その財団担保の代用として京浜電気鉄道も株式（8,300株）を取得することになった。この結果京浜電気鉄道は自己所有分を含めれば9,464株 (63.1%) を保有することとなった。
京浜電気鉄道が保有していた川崎鶴見臨港バス株は東京急行電鉄に引き継がれたものの、川崎鶴見臨港バス自体は鉄道省が出した陸上交通事業調整法に基づく通牒で対象外と位置付けられ、統合を免れた（詳細は「神奈川中央交通#戦時統合へ」を参照）。
そして、1948年（昭和23年）12月、東京急行電鉄保有株は分離独立した京浜急行電鉄に引き継がれ、同社の関係会社となる。1954年（昭和29年）には鶴見臨港鉄道と大和自動車交通が保有していた持株を京浜急行電鉄が取得し、以降川崎鶴見臨港バスは京浜急行電鉄の連結子会社となり、2006年（平成18年）には完全子会社化されるに至った（詳細は川崎鶴見臨港バス#沿革を参照）。

### 京急大師線と川崎市電の臨海部延長
海岸電軌の廃止によって路線東側における他線接続を失った京浜電気鉄道大師線は、それから数年間は京浜川崎と川崎大師の間を折り返し運転する行き止まり線となったが、大東急に組み込まれた後の1944年（昭和19年）、臨海工業地帯への通勤輸送を目的に川崎大師から先入江崎まで延長される。この際に、既に線路が撤去され産業道路の建設が始まっていた現在の大師橋駅手前まで、海岸電気軌道の線路跡がそのまま活用された。地下化により現在車窓からは確認しにくいものの、大師橋駅手前から右へカーブする道路は、海岸電気軌道の電車が塩浜方面へと進行方向を変えていった道筋となる。
一方、東急大師線の産業道路と入江崎の間は、海岸電気軌道の線路よりもずっと海寄りを辿るコースが採られた。この途中に設けられたのが現在も駅自体は存続する小島新田駅と、廃止された塩浜駅である。そして、1945年（昭和20年）に入ると入江崎からさらに1駅延びて桜本駅に達した。このうち一部は海岸電気軌道の廃線跡（産業道路）に並行するが、廃線跡をそのまま活用したものではなく、産業道路より海側に新たに専用軌道が起こされた。
また渡田と桜本の間には、川崎市電渡田線が建設され事実上復活した。しかし、これも海岸電気軌道の廃線跡をそのまま活用したものではなく、大師線と同様に産業道路より海側に新たに専用軌道が起こされた。この区間には国鉄の貨物列車を運転するための三線軌条が敷かれた（「川崎市電#備考」を参照）。
なお鶴見臨港鉄道自身も海岸電気軌道の廃止後に、鉄道線の拡張計画の一環として浜川崎駅から京浜電気鉄道穴守線穴守駅を経由して京浜東北線大森駅（東京都大田区）までの事業免許を取得したが、鶴見線国有化や太平洋戦争の戦局悪化などの事情によって実現せずに終わっている（「鶴見臨港鉄道#未成線」を参照）。
東急大師線は1948年（昭和23年）6月、京浜電気鉄道の後身として分離独立した京浜急行電鉄の所属となり、1952年（昭和27年）、塩浜と桜本の間が川崎市交通部に譲渡される。

### 塩浜操車場と市電撤去
昭和30年代に入ると、折からの高度経済成長で川崎臨海工業地帯は隆盛をきわめることになる。国鉄浜川崎駅をハブにした専用線接続の貨物輸送はパンク寸前となり、一方で国鉄の通勤五方面作戦による東海道本線と横須賀線の分離（SM分離）、貨物線増強が急務となっていった（「川崎貨物駅#歴史」を参照）。
国鉄では浜川崎駅に代わる新たな貨物ヤードを川崎臨海部に建設することになり、塩浜操車場（現・川崎貨物駅）の建設計画が具体化した。これにより用地供出が必要となったため、1964年（昭和39年）3月25日限りで京急部分の小島新田と塩浜の間、川崎市電部分の塩浜と池上新田の間が休止となった（小島新田駅は川崎寄りの現在地に移転）。休止後は京急が代行バスを運行したほか、京急と川崎鶴見臨港バス、川崎市バスの既存バス路線が増発された。しかし、1969年（昭和44年）に池上新田から先の市電が全線廃止となったため、京急は再開の意味を失ったと判断。1970年（昭和45年）11月20日、正式に廃止とする。これにより、川崎市最南部の塩浜・桜本地区から軌道系交通が消滅、国鉄川崎駅へ直結するバス輸送が主流となった（「塩浜駅 (神奈川県)#休止後の代替バス」および「京浜急行バス羽田営業所#1980年代以前に廃止された系統」を参照）。